# 超級大城市
《超級大城市》（开发代号：Cities Unlimited）是一款由法国Monte Cristo开发的实时全三维城市建造遊戲。Cities XL是以前作《夢想大都會》（City Life）的制作经验为基础开发的，但Monte Cristo否认前者为续作。游戏的玩法近似于《模拟城市4》的规划工商住用地、建设和财政管理，外加另收月费的大型多人在线（MMO）模式，让众多的网络版玩家在同一个伺服器——“行星”（Planet）的不同地点建造和管理城市，游覽其他玩家的城市和与他們交易，而單機版玩家只能與一家NPC企業交易。但特大城市2012中，单机版也可以有星球上不同城市之间进行交易。為了提高線上版的吸引力，單機版缺少集體運輸如巴士和鐵路系統，官方將會只為行星玩家提供這些遊戲性和建筑物的更新。玩家自制建筑物模型亦需要經過官方的管制後才能被更新到网络版的程序中。而官方強制單機版和網絡版都要定時在線更新才能再進入遊戲，每次更新都會使非官方的游戏模组（mod）無效化。
官方会另外出售附属于Cities XL的一次性收费小游戏GEM（Gameplay Extension Modules，游戏伸延模件），它们主要是独立于城市运作的微觀管理大亨型游戏，例如在自己的城市建造和营运滑雪胜地或海灘。玩家进行这些GEM时城市的运作会暂停，成功营运GEM会为其城市带来某方面的好处。
Cities XL的画面有很大程度依赖第三方开发者工具如EarthSculptor、World Machine、GeoControl和SpeedTree来生成拟真的地形环境，建筑物的模型和实时灯光也是务求仿真，而Monte Cristo表示在追求高质素画面的同时也会兼顾显示卡较当前级数低的玩家。另外如同《夢想大都會》，Cities XL也允许完全不规则的城市规划，例如道路可以被建成传统的八基本方向直路，也可以向任何角度、甚至以点到点的方式拉出弯曲的道路。
Monte Cristo 於2010年1月27日公佈因為網絡版的付費玩家人數一直處於低水平，所以計劃中止大型多人在線模式。而在2010年3月8日，大型多人在線伺服器正式中止營運。

## 媒體評價
Cities XL獲得的主流媒體評價為及格到良好，他們都稱讚其實時3D畫面渲染的地貌風景美麗，但Gamespot認為將鏡頭拉到很近時街道顯得比City Life更荒蕪，IGN批評市民樣貌丑陋。聲音方面IGN認為音樂和音效都很傳情，GameSpot就相反覺得缺少街道環境音效而且背景音樂也沒能留下印象。

## 后续作品
- 特大城市2011
- 特大城市2012
- 特大城市：白金版
- 超級大城市XXL